# HR Access
 (mai 2023).
HR Access est un progiciel de gestion des ressources humaines et de gestion de la paie édité par HR Access Solutions.

## Historique
En 1972, la société française CGI « Compagnie Générale d'Informatique » met sur le marché un progiciel de gestion des ressources humaines nommé GIP, puis dénommé SIGAGIP par fusion avec SIGA (progiciel de « Finances ») et également créé par CGI. Ce progiciel, développé en COBOL, connait une implantation significative en France. Il comprend des possibilités de personnalisation puisque l'atelier ayant servi à développer l'applicatif est livré au client. Le produit intègre progressivement les innovations technologiques (SGBD, architecture client-serveur) et devient HR Access en 1992. Un réseau d'intégrateurs se développe autour du progiciel. Parmi les faiblesses du progiciel, on note la lourdeur de l'outil, contrepartie d'une capacité de paramétrage très étendue : l'installation, un passage à une version supérieure et la maintenance sont coûteux en investissements financiers et en temps. L'ergonomie de l'interface utilisateur laisse à désirer, si l'on n'investit pas dans une interface créée spécialement pour le client.
Puis IBM s'approprie le progiciel lors du rachat de la Compagnie Générale d'Informatique. En 1997, HR Access est alors enrichi d'un module libre-service et d'une offre SHR (Stratégie pour Ressources Humaines). En 2001 sort la première version full web, en architecture n-tiers avec un serveur de présentation respectant les spécifications J2EE.
En octobre 2003, ce progiciel a été racheté par Fidelity Investments qui crée alors la société HR Access Solutions. Fidelity Investments, tout en continuant à le distribuer, l'utilise afin de gérer des sociétés qui ont choisi d'externaliser leurs ressources humaines.
HR Access est distribué dans plusieurs pays et est utilisé en France par plus de 20 % des sociétés du CAC 40. Ses principaux concurrents sont les progiciels PeopleSoft (racheté par Oracle Corporation), Meta4 et SAP HR. Le progiciel est très présent dans le secteur public français, qui représente 50 % de la clientèle d'HR Access ; une solution adaptée à la Fonction publique d’État a été développée. Depuis 2009, HR Access sert de base à la solution SIHAM de gestion de ressources humaines diffusée par l'AMUE auprès de nombreuses universités françaises. De grandes entreprises françaises du secteur public, comme la SNCF, la RATP, EDF et La Poste, utilisent HR Access pour la gestion de la paie.
Une version du progiciel, nommée HRa Suite 9 (HR Access Suite 9), est sortie le 1er avril 2012. Il a été présenté par Yves Bénézech, directeur marketing EMEA comme : "Nous sommes fiers de lancer HRa Suite 9 sur tous nos pays en même temps et de proposer à tous nos marchés une offre qui suit les nouvelles tendances d'utilisation : toujours plus d'accessibilité, de flexibilité, et d'ergonomie. Cette nouvelle version s'accompagne de toute une gamme de services à forte valeur ajoutée permettant aux professionnels de la fonction RH de gagner en productivité. Notre stratégie est d'être à la pointe des évolutions de marché au service des professionnels RH comme des collaborateurs de l'entreprise"[passage promotionnel].
En 2013/2014, HR Access est racheté par Sopra Group,,,. Le produit fut renommé Sopra hr.